# Hereroa crassa
Hereroa crassa är en isörtsväxtart som beskrevs av L. Bol. Hereroa crassa ingår i släktet Hereroa och familjen isörtsväxter. Inga underarter finns listade i Catalogue of Life.